# Vladimir Boermakin

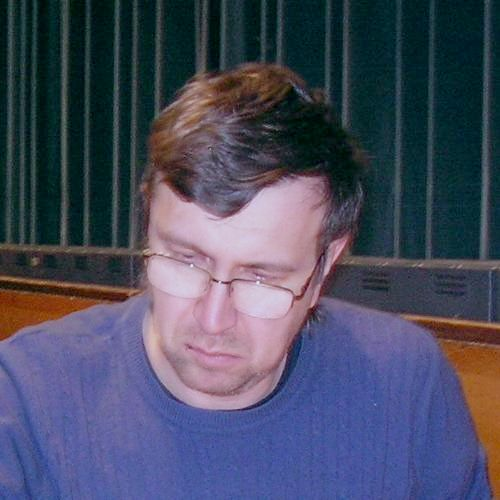
Vladimir Boermakin (2010)

Vladimir Anatoljevitsj Boermakin (Russisch: Владимир Анатольевич Бурмакин) (Moermansk, 6 juni 1967) is een Russische schaker. Hij is sinds 1994 een grootmeester (GM). 
Boermakin werd in 1994 gedeeld 3e-5e, met GM Sergej Roebljovski en GM Vasily Yemelin, in het schaakkampioenschap van Rusland, gehouden in Elista. GM Peter Svidler won, GM Mikhail Ulibin werd tweede. 
Boermakin werd gedeeld of ongedeeld winnaar van de volgende toernooien: 
- 1993 – Szeged – Balatonberény – Werfen (en van dit toernooi ook in 1996)
- 1994 – Moskou – Graz (en van dit toernooi ook in 1997 en 2001)
- 1995 – Chigorin Memorial in Sint-Petersburg
- 1997 – Cappelle-la-Grande open (en van dit toernooi ook in 2003)
- 1999 – Pula
- 2000 – Seefeld
- 2002 – Genève – Pardubice – Zürich
- 2003 – Porto San Giorgio (en van dit toernooi ook in 2006)
- 2004 – Schwäbisch Gmünd (en van dit toernooi ook in 2005, 2006 en 2007) – Bad Wörishofen (en van dit toernooi ook in 2006 en 2008) – Benasque
- 2005 – Schwarzach – Dordrecht, Daniël Noteboom-toernooi
- 2006 – Le Touquet – Béthune (en van dit toernooi ook in 2007) –  Dos Hermanas
- 2007 – Bratto (en van dit toernooi ook in  2008) – Albacete – Salou – Sitges
- 2008 – Benidorm – "BDO Premier" in Haarlem

Verdere resultaten: 
- In augustus 2004 speelde hij mee in de A-groep met 135 deelnemers in het XVIe schaakfestival te Porto San Giorgio dat door Friso Nijboer met 7,5 punt uit 9 ronden gewonnen werd. Boermakin eindigde met twaalf andere spelers op de tweede plaats met 6,5 punt.
- In mei 2005 speelde Vladimir mee in het zevende open Vila de Salou in Spanje dat met 7 uit 9 gewonnen werd door de Oekraïner Sergej Fedortsjoek. Vladimir werd derde met 6,5 punt.
- In oktober 2005 speelde hij mee in het Femida 2005 schaaktoernooi, gehouden in Charkov, dat met 7,5 pt. uit 11 werd gewonnen door Georgy Arzumanian. Boermakin eindigde met 6 punten op een gedeelde vierde plaats.

Boermakin maakte deel uit van het Russische team, dat de gouden medaille won bij het Europese schaakkampioenschap voor senioren-landenteams van 2019, in de sectie 50+.
Boermakin geldt als een expert op het gebied van de Caro-Kann verdediging, die hij vrijwel altijd speelt als verdediging tegen 1. e4; tegen 1. d4 hanteert hij in het algemeen de Chebanenko variant van de Slavische verdediging.